# 云大棉
云大棉（英語：Wan Tai Min，1935年7月5日—），男，中华人民共和国政治人物，第八、九届全国政协委员。他是成吉思汗的後人。伯父烏蘭夫曾任國家副主席。
云大棉早年就讀香港仔工業學校，在1956年修畢香港工業專門學院（香港理工學院及香港理工大學之前身）造船工程夜班普通證書，曾任香港英美洋行有限公司董事長、香港東華三院總理、九龍東區扶輪社創辦人，人稱玩具大王。

## 家庭
雲大棉已婚，與六歲時認識的同齡青梅竹馬妻子陳雲心律（Sonia）育有兩名兒子，其中次子雲維恩於2018年2月24日車禍喪生。他當天清晨於香港西環干諾道西獨自駕車途中撞向路中分隔的風琴式防撞欄，重傷昏迷，救出後延至中午不治去世。